# Юкатанский соневидный хомячок
Юкатанский соневидный хомячок (лат. Otonyctomys hatti) — вид млекопитающих в монотипическом роде Otonyctomys из подсемейства Tylomyinae. Видовое латинское название дано в честь его коллектора и первооткрывателя Роберта Т. Хатта.

## Описание
Юкатанский соневидный хомячок имеет типичный крысиный вид и очень напоминает соневидный хомячка (Nyctomys sumichrasti), от которого его легче всего отличить по гораздо более крупным слуховым барабанам. Полового диморфизма у этого пола нет, длина тела и у самок и у самцов от 9 до 12 сантиметров. Длина хвоста от 6 до 13 сантиметров. Взрослые ооби весят от 23 до 36 граммов.
Юкатанский соневидный хомячок ярко окрашен: у него ярко-рыжеватый или желтоватый мех на большей части тела и кремовое или белое брюшко. Характерна короткая округлая мордочка и заметные чёрные отметины перед глазами, своего рода «уздечка», доходящая до конца мордочки. У молодых особей цвет более тусклый, мех менее блестящий, чем взрослых. Хвост густо покрыт коричневатым мехом по всей его длине, но уши в основном голые. У самок четыре брюшных соска.

## Распространение и среда обитания
Юкатанский соневидный хомячок обитает на полуострове Юкатан, в мексиканских штатах Кампече, Юкатан и Кинтана-Роо, а также в северной Гватемале и Белизе. Этот вид населяет широколиственные тропические леса недалеко от воды и на высоте ниже 250 метров (820 футов) над уровнем моря. Обычно его находят на деревьях или лианах, на упавших стволах или даже на стропилах домов. Возможно, он ведет преимущественно древесный образ жизни.

## Биология
Хомячок мало изучен и, по состоянию на 2008 год, было известно только восемнадцать экземпляров в коллекциях. Похоже, он ведёт ночной образ жизни и растительнояден, ест семена и фрукты и проводит большую часть времени на деревьях. Конкретных данных о сезоне размножения этого вида нет, хотя одна особь, пойманная в феврале, оказалась кормящей самкой. Он внесен в список исчезающих видов в Мексике, но МСОП считает его менее опасным его видом, не вызывающим опасения (LC) из-за его явно широкого распространения и высокой приспособляемости.
Были обнаружены палеонтологический останки этого вида, относящиеся к плейстоцену.